# Plateau de Vanves
Le Plateau de Vanves est un quartier de la banlieue sud de Paris, situé dans la partie nord de la commune de Vanves, dans le département des Hauts-de-Seine.
Il est desservi par la station de métro Malakoff - Plateau de Vanves, sur la ligne 13 du métro de Paris et, en son centre, au carrefour Albert-Legris, par les lignes 
58 et 89 du réseau de bus RATP.